# ATP Tour World Championships 1999 - Doppio
Il doppio dell'ATP Tour World Championships 1999 è stato un torneo di tennis facente parte dell'ATP Tour.
Jacco Eltingh e Paul Haarhuis erano i detentori del titolo, ma nel 1999 non hanno gareggiato insieme.

Eltingh si è ritirato ufficialmente il 22 novembre 1998, mentre Haarhuis ha giocato con Jared Palmer, ma non ha passato il round robin.
Sébastien Lareau e Alex O'Brien hanno battuto in finale 6–3, 6–2, 6–2, Mahesh Bhupathi e Leander Paes.

## Teste di serie
1. Mahesh Bhupathi /  Leander Paes (finale)
2. Todd Woodbridge /  Mark Woodforde (semifinali)
3. Ellis Ferreira /  Rick Leach (round robin)
4. Sébastien Lareau /  Alex O'Brien (campioni)
5. David Adams /  John-Laffnie de Jager (round robin, ritiro per Jager)

1. Wayne Black /  Sandon Stolle (semifinali)
2. Paul Haarhuis /  Jared Palmer (round robin)
3. Piet Norval /  Kevin Ullyett (round robin)
4. Jiří Novák /  David Rikl (round robin)

## Tabellone

### Legenda
| - Q = Qualificato - WC = Wild card - LL = Lucky loser | - ALT = Alternate - SE = Special Exempt - PR = Protected Ranking | - w/o = Walkover - r = Ritirato - d = Squalificato |

### Finale
|  | Semifinali | Semifinali                     | Semifinali                     | Semifinali                     | Semifinali                    | Semifinali | Semifinali |  |  | Finale                        | Finale                        | Finale                        | Finale                        | Finale | Finale | Finale |  |
|  |            |                                |                                |                                |                               |            |            |  |  |                               |                               |                               |                               |        |        |        |  |
|  | 1          | Mahesh Bhupathi Leander Paes   | Mahesh Bhupathi Leander Paes   | Mahesh Bhupathi Leander Paes   | 5                             | 6          | 7          |  |  |                               |                               |                               |                               |        |        |        |  |
|  | 2          | Todd Woodbridge Mark Woodforde | Todd Woodbridge Mark Woodforde | Todd Woodbridge Mark Woodforde | 7                             | 2          | 5          |  |  | Mahesh Bhupathi Leander Paes  | Mahesh Bhupathi Leander Paes  | Mahesh Bhupathi Leander Paes  | Mahesh Bhupathi Leander Paes  | 3      | 2      | 2      |  |
|  | 4          | Sébastien Lareau Alex O'Brien  | Sébastien Lareau Alex O'Brien  | Sébastien Lareau Alex O'Brien  | Sébastien Lareau Alex O'Brien | 6          | 7          |  |  | Sébastien Lareau Alex O'Brien | Sébastien Lareau Alex O'Brien | Sébastien Lareau Alex O'Brien | Sébastien Lareau Alex O'Brien | 6      | 6      | 6      |  |
|  | 6          | Wayne Black Sandon Stolle      | Wayne Black Sandon Stolle      | Wayne Black Sandon Stolle      | Wayne Black Sandon Stolle     | 3          | 5          |  |  |                               |                               |                               |                               |        |        |        |  |

### Gruppo Oro
|   |                              | Bhupathi Paes    | Ferreira Leach | Black Stolle     | Norval Ullyett | RR V–P | Set V–P | Game V–P | Posizione |
| 1 | Mahesh Bhupathi Leander Paes |                  | 6–4, 6–4       | 7–6(5), 5–7, 2–6 | 7–6(1), 6–3    | 2–1    | 5–2     | 39–36    | 2         |
| 3 | Ellis Ferreira Rick Leach    | 4–6, 4–6         |                | 6–3, 6–2         | 3–6, 3–6       | 1–2    | 2–4     | 26–29    | 4         |
| 6 | Wayne Black Sandon Stolle    | 6(5)–7, 7–5, 6–2 | 3–6, 2–6       |                  | 7–6(5), 6–1    | 2–1    | 4–3     | 37–33    | 1         |
| 8 | Piet Norval Kevin Ullyett    | 6(1)–7, 3–6      | 6–3, 6–3       | 6(5)–7, 1–6      |                | 1–2    | 2–4     | 28–32    | 3         |

La classifica viene stilata in base ai seguenti criteri: 1) Numero di vittorie; 2) Numero di partite giocate; 3) Scontri diretti (in caso di due giocatori pari merito ); 4) Percentuale di set vinti o di games vinti (in caso di tre giocatori pari merito ); 5) Decisione della commissione.

### Gruppo Verde
|     |                                                         | Woodbridge Woodforde       | Lareau O'Brien                    | Adams de Jager Jiří Novák David Rikl | Haarhuis Plamer                | RR V–P  | Set V–P | Game V–P   | Posizione |
| 2   | Todd Woodbridge Mark Woodforde                          |                            | 7–6(3), 6–4                       | 6–2, 6–4 (w/ Novak / Rikl)           | 6–4, 6–2                       | 3–0     | 6–0     | 37–22      | 1         |
| 4   | Sébastien Lareau Alex O'Brien                           | 6(3)–7, 4–6                |                                   | 6–2, 7–6(5) (w/ Adams / de Jager)    | 7–6(1), 6–2                    | 2–1     | 4–2     | 36–29      | 2         |
| 5 9 | David Adams John-Laffnie de Jager Jiří Novák David Rikl | 2–6, 4–6 (w/ Novak / Rikl) | 2–6, 6(5)–7 (w/ Adams / de Jager) |                                      | 4–6, 5–7 (w/ Adams / de Jager) | 0–2 0–1 | 0–4 0–2 | 17–26 6–12 | 4 5       |
| 7   | Paul Haarhuis Jared Palmer                              | 4–6, 2–6                   | 6(1)–7, 2–6                       | 6–4, 7–5 (w/ Adams / de Jager)       |                                | 1–2     | 2–4     | 27–34      | 3         |

La classifica viene stilata in base ai seguenti criteri: 1) Numero di vittorie; 2) Numero di partite giocate; 3) Scontri diretti (in caso di due giocatori pari merito ); 4) Percentuale di set vinti o di games vinti (in caso di tre giocatori pari merito ); 5) Decisione della commissione.